# Aslonnes
Aslonnes és un municipi francès situat al departament de la Viena i a la regió de la Nova Aquitània. L'any 2007 tenia 966 habitants.

## Demografia

### Població
El 2007 la població de fet d'Aslonnes era de 966 persones. Hi havia 361 famílies de les quals 75 eren unipersonals (30 homes vivint sols i 45 dones vivint soles), 102 parelles sense fills, 139 parelles amb fills i 45 famílies monoparentals amb fills.
La població ha evolucionat segons el següent gràfic:
Habitants censats

### Habitatges
El 2007 hi havia 458 habitatges, 379 eren l'habitatge principal de la família, 49 eren segones residències i 29 estaven desocupats. 450 eren cases i 5 eren apartaments. Dels 379 habitatges principals, 312 estaven ocupats pels seus propietaris, 62 estaven llogats i ocupats pels llogaters i 6 estaven cedits a títol gratuït; 15 tenien dues cambres, 35 en tenien tres, 100 en tenien quatre i 230 en tenien cinc o més. 320 habitatges disposaven pel capbaix d'una plaça de pàrquing. A 109 habitatges hi havia un automòbil i a 254 n'hi havia dos o més.

### Piràmide de població
La piràmide de població per edats i sexe el 2009 era:
| Homes | Edats   | Dones |
| ----- | ------- | ----- |
| 0     | 95 o +  | 0     |
| 0     | 90 a 94 | 0     |
| 4     | 85 a 89 | 0     |
| 4     | 80 a 84 | 8     |
| 20    | 75 a 79 | 12    |
| 4     | 70 a 74 | 8     |
| 16    | 65 a 69 | 20    |
| 20    | 60 a 64 | 28    |
| 20    | 55 a 59 | 8     |
| 32    | 50 a 54 | 40    |
| 44    | 45 a 49 | 24    |
| 36    | 40 a 44 | 52    |
| 36    | 35 a 39 | 24    |
| 48    | 30 a 34 | 44    |
| 36    | 25 a 29 | 32    |
| 16    | 20 a 24 | 32    |
| 48    | 15 a 19 | 24    |
| 24    | 10 a 14 | 8     |
| 36    | 5 a 9   | 16    |
| 24    | 0 a 4   | 28    |

## Economia
El 2007 la població en edat de treballar era de 666 persones, 530 eren actives i 136 eren inactives. De les 530 persones actives 510 estaven ocupades (266 homes i 244 dones) i 19 estaven aturades (8 homes i 11 dones). De les 136 persones inactives 66 estaven jubilades, 45 estaven estudiant i 25 estaven classificades com a «altres inactius».

### Ingressos
El 2009 a Aslonnes hi havia 402 unitats fiscals que integraven 1.026 persones, la mediana anual d'ingressos fiscals per persona era de 18.891 €.

### Activitats econòmiques
Dels 27 establiments que hi havia el 2007, 1 era d'una empresa de fabricació de material elèctric, 2 d'empreses de fabricació d'altres productes industrials, 6 d'empreses de construcció, 5 d'empreses de comerç i reparació d'automòbils, 1 d'una empresa de transport, 1 d'una empresa d'hostatgeria i restauració, 1 d'una empresa d'informació i comunicació, 1 d'una empresa financera, 3 d'empreses immobiliàries, 4 d'empreses de serveis i 2 d'entitats de l'administració pública.
Dels 6 establiments de servei als particulars que hi havia el 2009, 1 era un paleta, 2 guixaires pintors, 1 fusteria, 1 lampisteria i 1 agència immobiliària.
L'únic establiment comercial que hi havia el 2009 era una botiga de menys de 120 m².
L'any 2000 a Aslonnes hi havia 30 explotacions agrícoles que ocupaven un total de 1.808 hectàrees.

## Equipaments sanitaris i escolars
El 2009 hi havia una escola elemental.

## Poblacions més properes
El següent diagrama mostra les poblacions més properes.